# Савельев, Виктор Григорьевич
Виктор Григорьевич Савельев (9 марта 1948, Лиепая — 4 августа 2023) — советский и российский тренер высшей квалификационной категории по конькобежному спорту. Заслуженный тренер России. Заслуженный работник физической культуры Российской Федерации (1998). Почётный гражданин Костромской области (2010). Спортивный судья всероссийской категории (2016).

## Биография
Виктор Григорьевич Савельев родился 9 марта 1948 года в городе Лиепая Латвийской ССР. В 1967 году окончил строительное отделение Костромского автотранспортного техникума. Затем окончил Ивановский государственный университет имени Д. А. Фурманова.
В 1971 году начал работать тренером-преподавателем по конькобежному спорту ДЮСШ Облсовета «Труд», затем был его директором. Работал заместителем председателя комитета по физической культуре и спорту Костромской области, а позже — старшим тренером-преподавателем Костромской областной специализированной детско-юношеской спортивной школы олимпийского резерва. Глава Федерации конькобежного спорта Костромской области.
В 1993—1994 и 2003—2005 годах Виктор Григорьевич работал старшим тренером молодежной сборной команды России по конькобежному спорту.
В 2008 году стал победителем регионального конкурса «Лучший детский тренер страны».
В течение своей тренерской карьеры Савельев подготовил 1 заслуженного мастера спорта России, 3 мастеров спорта России международного класса, 21 мастера спорта России. Наиболее высоких результатов среди его воспитанников добились: Александр Голубев — олимпийский чемпион 1994 года, трёхкратный чемпион России (1996, 1998); Андрей Савельев — двукратный победитель чемпионата Европы среди юниоров.
Скончался 4 августа 2023 года на 76-м году жизни.

## Награды и звания
- Орден Дружбы народов (22 апреля 1994) — за высокие спортивные достижения на XVII зимних Олимпийских играх 1994 года[8].
- Заслуженный мастер спорта России по биатлону (1994).
- Знак «Отличник физической культуры и спорта».
- Почётный знак олимпийского комитета России «За заслуги в развитии олимпийского движения России».
- Медаль «За вклад в развитие Российского спорта».
- Почётное звание «Заслуженный тренер России».
- Почётное звание «Заслуженный работник физической культуры Российской Федерации» (1998)[9].
- Почётный гражданин Костромской области (2010)[10].
- Спортивный судья всероссийской категории (2016)[11].